# Marco Antonio Muñiz
Marco Antonio Muñiz (* 3. März 1933 in Guadalajara) ist ein mexikanischer Sänger. 
Bereits dreizehnjährig trat Muñiz in Armando Soto La Marinas Nachwuchsshow El Chicote in Juárez auf. 1947 wurde er in seiner Heimatstadt Mitglied des Orchesters von Manuel Gil Lavadores. 1951 kam er als Sekretär von Rosario Patiña zum Sender XEW, für den zu der Zeit Musiker wie Pedro Infante, Jorge Negrete, Pedro Vargas, José Alfredo Jiménez, Amparo Montes, Agustín Lara, Tin Tán und Francisco Gabilondo Soler arbeiteten. Zur gleichen Zeit gründete er mit Juan Neri und Héctor González das Trio Los Tres Ases, das bald zum Sextett mit dem Namen Fantasía heranwuchs.
1960 begann er mit Luz y sombra seine erfolgreiche Karriere als Solist. Im Folgejahr veröffentlichte er sein erstes Soloalbum Escándalo und unternahm seine erste Konzertreise nach Puerto Rico, wo er bald ebenso populär wurde wie in seiner Heimat. 1962 entstanden mehrere Filme: La Bandida (mit María Félix), Dos gallos y dos gallinas (mit María Duval) und Los apuros de dos gallos. Im Jahr 1964 unternahm er eine Konzerttournee durch Lateinamerika, die USA und Spanien.
Seine Heimatstadt ehrte Muñiz 1983 als Hijo distinguido, und 1986 erhielt er den Titel Mr. Amigo (wozu ihm u. a. der US-amerikanische Präsident Ronald Reagan gratulierte). Bei der Primera Cumbra Hispanoamericana 1991 trat er vor dem spanischen König und einundzwanzig Staatspräsidenten auf. Im Palacio de Bellas Artes beging er 1996 sein fünfzigjähriges Bühnenjubiläum. Im Jahr 2003 veröffentlichte Muñiz sein siebzigstes Album. Nachdem er bereits als El Embajador del Romanticismo und El Lujo de Mexico bekannt war, wurde er in Nuevo León 2009 für sein Lebenswerk als El Lujo del Continente geehrt. Sein Sohn Jorge Muñiz wurde ebenfalls als Sänger bekannt.